# Hugo Klempfner
Hugo Klempfner (Praga, 6 gennaio 1902 – Melbourne, 26 marzo 1969) è stato un pallanuotista cecoslovacco.
È stato un membro della Cecoslovacchia che ha partecipato ai Giochi di Parigi 1924.
Ai Giochi di Amsterdam 1928, partecipò come sostituto, non giocò nessuna partita.
Ha concluso la sua carriera sportiva nel 1932.
Nel 1939 si trasferì con la famiglia in Australia, dove visse fino alla morte.